# (27557) 2000 JP55
2000 جاي بي 55 (ويعرف أيضًا باسم (27557) 2000 جاي بي 55 وفق تسمية الكوكب الصغير) (بالإنجليزية: 2000 JP55)‏ هو كويكب ضمن حزام الكويكبات؛ وترتيبه 27557 من حيث الاكتشاف.
اكتُشف هذا الجُرم الفلكي بواسطة بحث لنكولن عن الكويكبات القريبة من الأرض في 6 مايو 2000.

## وصلات خارجية
- (27557) 2000 JP55 في قاعدة بيانات مختبر الدفع النفاث لأجرام النظام الشمسي الصغيرة

- الاكتشاف · مخطط المدار ·  العناصر المدارية · المعلمات المادية

- (27557) 2000 JP55 على موقع ويكي سكاي: DSS2, SDSS, GALEX, IRAS, Hydrogen α, X-Ray, Astrophoto, Sky Map, Articles and images